# Marixa Osés Ruiz de Azúa
Marixa Osés Ruiz de Azúa (Vitoria, 25 de enero de 1969) es una actriz, directora, guionista de cine y televisión y escritora vasca.

## Trayectoria
En 1994 se forma en el Taller de Artes Escénicas de Vitoria complementando esta diplomatura con diferentes cursos de teatro. En septiembre del año 1997 se traslada a La Habana (Cuba) para continuar allí sus estudios de la mano de “El Ciervo Encantado” bajo la dirección de Nelda Castillo. De este trabajo surge un café-teatro representándose semanalmente en la Escuela Superior de Arte y en numerosos teatros y casas de cultura de La Habana. A su regreso a Vitoria imparte clases de teatro en diferentes colegios.
En el año 2002 gana el primer premio en el certamen de teatro Gauekoak, con el espectáculo “Solamente sola.” En el año 2005 y fruto del trabajo de cabaret desarrollado junto a Miguel Molina, surge “Euskabaret” bajo la dirección de Iker Ortiz de Zarate. Participa en numerosas participaciones y colaboraciones con Kuku-Bazar, La Patro Teatro, La Tirili, La Casa del Cordón, NEFF, para Mugarik gabe,… así como teatro infantil y cuentacuentos.
Tras la realización de un curso de cinematografía en 2008 con Imanol Uribe y Carmelo Gómez y un taller interpretación ante cámara con Moncho Armendariz en 2009, se enfrascó en el mundo del cine. Ha escrito guiones para cine y televisión y teatro.Los últimos años dedicados al género del Cabaret con "Un Cabaret Perverso" como directora del grupo teatral "Eternas Antzerki Taldea".

## Obras

### Libros
- Los informes íntimos de una espía (Círculo Rojo, 2015).[4]

### Cine y televisión
- 2011: Robert Llimós. Locura y/o lucidez (documental) – guion
- 2011: Una historia común de una familia cualquiera (largometraje) – guion
- 2010: Ya le llamaremos (cortometraje) – guion, dirección y producción.[5]
- 2010: Las vecinas (cortometraje) – guion
- 2010: Ni 15 putos días en agosto (cortometraje) – guion
- 2009: Ten o’clock (cortometraje producido por el museo Olímpico y Base court de Lausanne) – guion, cámara y dirección.[6]
- 2009: El paraguas (cortometraje) – guion
- 2009: Si te miro al alma, te reconozco (cortometraje) – guion
- 2009: El mundo en tus calles (concurso televisivo) – guion
- 2008: En el umbral (cortometraje) – guion, dirección y producción.[7]
- 2008: El final es el fin (cortometraje) – guion, realización y producción.[8]
- 2008: La verja (documental) – guion
- 2007: Eternas (cortometraje) – guion, interpretación y producción
- 2007: Doña Quijota y falta Sancha (cortometraje) – guion.

### Teatro
- 2014: “Un cabaret perverso”
- 2002: “Solamente, sola”

## Premios y reconocimientos
- 2002 primer premio en el certamen de teatro Gauekoak, con el espectáculo “Solamente sola.”